# Anton Johann Huppertz
Anton Johann Huppertz (Sarreguemines, 5 novembre 1900 - Marostica, 1er mai 1945) est un scénariste et réalisateur allemand.

## Biographie
Anton Johann Huppertz naît le 5 novembre 1900, à Sarreguemines, une ville annexée à l'Allemagne depuis 1871. Volontaire dans la Kaiserliche Marine à la fin de la première guerre mondiale, Anton Huppertz est expulsé de Lorraine, à son retour, en mars 1919. Il retourne alors à Wilhelmshaven, en Basse-Saxe, puis à Cologne, où il exerce plusieurs petits métiers. En 1923, Anton, alias Toni, tourne à Vienne comme acteur, avant de travailler comme assistant-réalisateur. Il suit ensuite une formation d'art dramatique à la Max-Reinhardt-Schule de Berlin. Dans les années 1930, Anton Huppertz travaille régulièrement pour le cinéma, principalement comme scénariste.
Toni Huppertz décéda entre le 28 avril et le 1er mai 1945, à Marostica, près de Vicence, en Italie.

## Filmographie

### Scénariste
- 1936 : Soldaten - Kameraden
- 1937 : Gauner im Frack
- 1938 : Kameraden auf See
- 1938 : L'inconnue de Monte-Carlo
- 1939 : Grenzfeuer
- 1940 : Herz geht vor Anker
- 1941 : Kopf hoch, Johannes!
- 1941 : Mein Leben für Irland
- 1942 : Das große Spiel
- 1944 : Die Affäre Rödern
- 1944 : Das schwarze Schaf
- 1945 : Kamerad Hedwig
- 1949 : Wie sagen wir es unseren Kindern?

### Assistant ou réalisateur
- 1934 : Jungfrau gegen Mönch
- 1935 : Berceuse d'enfant
- 1935 : Der alte und der junge König - Friedrichs des Grossen Jugend
- 1935 : Valses sur la neva
- 1936 : Soldaten - Kameraden